# Marcel Keizer
Marcel Keizer (ur. 15 stycznia 1969 w Badhoevedorp) – holenderski trener i piłkarz występujący na pozycji pomocnika.

## Kariera piłkarska
Keizer jest wychowankiem klubu Ajax Amsterdam. W 1987 roku zadebiutował w pierwszej drużynie tego klubu. W 1989 roku odszedł do SC Cambuur. W tym klubie spędził większość swojej kariery, grając tam aż do 1998 roku. Wtedy to przeniósł się do De Graafschap. W 2000 roku został piłkarzem FC Emmen. W 2002 roku zdecydował się zakończyć piłkarską karierę.

## Kariera trenerska
Keizer rozpoczynał karierę trenerską jako trener SV Argon. Po czterech latach pracy odszedł do VVSB. W 2012 roku otrzymał możliwość trenowania zespołu SC Telstar. W 2014 roku został zwolniony z tej funkcji. W 2015 roku powrócił do FC Emmen zostając szkoleniowcem tego klubu. W 2016 roku zaliczył powrót do SC Cambuur, tym razem w roli trenera. W 2016 roku powrócił do kolejnego klubu, do Ajaksu Amsterdam, obejmując juniorską drużynę tego klubu. W 2017 roku otrzymał możliwość prowadzenia pierwszego zespołu Ajaksu. Już jednak po pół roku pracy, w grudniu 2017 roku został zwolniony z tej funkcji. W 2018 roku został trenerem zespołu Al-Jazira Club. W listopadzie 2018 roku porzucił tę pracę i został szkoleniowcem portugalskiego klubu Sporting CP.